# Beate Tönsing
Beate Tönsing (* 5. Dezember 1945 in Melle) ist eine deutsche Politikerin (SPD) und Mitglied des Niedersächsischen Landtages.

## Leben
Nach dem Erwerb der Mittleren Reife besuchte Beate Tönsing eine Erzieherinnen-Fachschule. Danach wirkte sie in den Jahren 1966 bis 1975 beim Aufbau und in der Leitung von Kindergärten mit. Sie erwarb über den Zweiten Bildungsweg die Zulassung zum Studium und studierte zunächst Sozialpädagogik, dann Erziehungswissenschaften und Germanistik in Bielefeld. Sie schloss als Diplom-Pädagogin ab und arbeitete an einer Psychologischen Beratungsstelle und an der Bielefelder Fachhochschule für Sozialpädagogik als wissenschaftliche Mitarbeiterin. Im Jahr 1982 übernahm sie in Melle die Geschäftsführung und Leitung eines psychologisch-integrativen Lernzentrums.
Sie ist verheiratet und hat ein Kind.

## Politik
Beate Tönsing trat im Jahr 1980 in die SPD ein. Im Kreis Osnabrück-Land wurde sie SPD-Kreisvorstandsmitglied, ebenso wurde sie Mitglied im geschäftsführenden Vorstand des SPD-Bezirks Weser-Ems. Sie engagierte sich im niedersächsischen Landesverband als Beiratsmitglied des Deutschen Paritätischen Wohlfahrtsverbandes und als Vorstandsmitglied des Paritätischen Bildungswerkes. Zudem war sie Vorstandsmitglied im Fachverband für integrative Lerntherapie.
Im Jahr 1968 wurde sie Ortsratsmitglied in Melle-Riemsloh. Vom 21. Juni 1990 bis 20. Juni 1994 war sie Mitglied des Niedersächsischen Landtages (12. Wahlperiode).